# Псара
Псара грчко је острво које лежи у сјеверном дијелу Егејског мора, око 22 km западно од доста већег острва Хиос, а око 150 km сјевероисточно од главног града, Атине. Острво посједује максималну дужину од 8 x 7 km што његовој површини даје величину од 43 km². Са околним острвцима чини засебну општину у оквиру округа Хиос.
Координате:38°;34'Сгш 25°;35'Игд
Псара је брдовито острво и оскудјева вегетацијом. Скоро сви стални становници Псаре, којих је близу 500, живе у истоименом главном мјесту острва, које лежи у једном заштићеном заливу, на јужној страни острва. Иако је ово острво током 18. вијека посједовало једну од најјачих флота на Егејском мору, данашњи становници углавном преживљавају бавећи се риболовом и пољопривредом. Туризам на Псари својевремено игра само једну споредну улогу, а разлог томе је углавном што не посједује авионску писту, па је повезаност овог острва са осталим дијеловима Грчке прилично проблематична. 

## Историја
Доказано је да је Псара била насељена још у античко вријеме, али свој највећи процват доживјела је у 18. вијеку. Псара је активно учествовала у грчкој борби за независност која је почела 1821. године, а 21. јуна 1824. године догодио се најцрњи дан у историји овог острва. Наиме Турци су успјели да освоје острво и при томе су убили или протјерали око 15 000 људи, а град то темеља уништили. Од ове катастрофе (Масакр на Псари) Пасра се није опорвила ни до данашњих дана. Многи потомци некадашњих становника Пасре живе данас у Атини или прекоокеанским земљама (Америка).
У одбрани Ипсаре су јуначки изгинули и неки Срби из Боке которске. На југу острва, манастир Светог Николе је претворен у тврђаву, у који су хришћани поставили 24 топа. Раде из Грбља је са својим људима бранио ову тврђаву. 1. јула турски бродови су опколили острво. Сјевероисток острва је бранио Коста Арбанас, који се продао Турцима. Раде је одлучио да остави примјер јунацима и част свом отачаству. Отворио је врата тврђаве да изађе ко жели, а сам је одлучио да ће запалити барутану када Турци навале. Сви су одлучили да ту погину. Експлозија је потресла цијело оство, а поред страдалих хришћана, било је и око 2000 Турака који су животе изгубили под зидинама манастира-тврђаве.